# Leopoldo Abadía
Leopoldo Abadía Pocino (Zaragoza, 7 de septiembre de 1933) es un profesor y escritor español conocido por su análisis de la Gran Recesión mediante un artículo publicado en su sitio web que recibió miles de visitas en apenas unas semanas y que le llevó a publicar un libro titulado La crisis ninja y otros misterios de la economía actual donde explicaba los pormenores de la crisis de las hipotecas sub prime desde un lenguaje coloquial y llano.
El libro tuvo una gran acogida, liderando las listas de ventas y continuando así con el fenómeno de internet iniciado por el artículo y llevando al autor a aparecer en numerosos programas televisivos. San Quirico es el pueblo imaginario de la obra que le dio la fama, nombre inspirado en la localidad barcelonesa de San Quirico Safaja, donde está empadronado.
En noviembre de 2014 fue invitado al espacio La ventana, presentado por Carles Francino y Gemma Nierga, junto al célebre rapero y actor madrileño Juan Manuel Montilla El Langui, donde entablaron una distendida y acogedora charla con preguntas, incluso, de los internautas de la Cadena SER.

## Biografía
Nacido el 7 de septiembre de 1933 en Zaragoza, estudió en el Colegio del Salvador, promoción de 1950, cursó la carrera de ingeniería textil en Tarrasa.
A principio de los años 60 se incorporó como profesor en el IESE de la Universidad de Navarra donde ejerció durante más de 35 años.
Su abuela era natural de  Alcolea de Cinca (Huesca).

## Obra
- La crisis ninja y otros misterios de la economía actual. Editorial Espasa, enero de 2009
- La hora de los sensatos: Una solución práctica a todos los problemas que nos ha traído la crisis. Editorial Espasa, enero de 2010
- ¿Qué hace una persona como tú, en una crisis como esta? Editorial Espasa, octubre de 2010
- 36 cosas que hay que hacer para que una familia funcione bien. Editorial Espasa, octubre de 2011
- El economista esperanzado. Editorial Espasa, octubre de 2012 (Premio Espasa de Ensayo)
- Cómo funciona la economía para Dummies, Editorial CEAC, 2012
- La economía en 365 preguntas. Editorial Espasa, noviembre de 2013
- Cómo hacerse mayor sin volverse un gruñón. Editorial Espasa,  2014
- Yo de mayor quiero ser joven. Editorial Espasa, febrero de 2016
- Abuelos al borde de un ataque de nietos. Editorial Espasa, septiembre de 2017
- La Marca de Dios. Editorial Espasa, 2023